# Vexatorella alpina
Vexatorella alpina (лат.) — вид растений рода Vexatorella семейства Протейные. Вечнозеленый, прямой кустарник высотой до 1,5 м. Листья — цельные длинные инвертированные яйцевидные голубовато-серые кожистые длиной 3,0—4,5 см и шириной 5—13 мм на хорошо-выраженном стебле. Цветочные головки — шаровидные, около 2 см в поперечнике с бледно-розовыми цветами с утолщенными кончиками. Цветёт от сентября до ноября. Эндемичный вид, который ограничен Камисбергом в Западно-Капской провинции Южной Африки.

## Отличия от сходных видов
V. alpina — прямостоящий кустарник высотой до 1,5 м с группами от двух до шести цветочных головок на кончиках ветвей, каждая из которых состоит из одного ряда околоцветников, образующих незаметную инволюцию, и длинные обратные овальные до эллиптических листьев 30—45 мм и шириной 5—13 мм, эндемик Камисберга. В отличие от него, у V. amoena — отдельные цветочные головки, каждая из которых представлена 3—4 завитками околоцветников, которые образуют заметную обвертку соцветия. У V. amoena — более короткие листья от овальной до эллиптических формы длиной 15—30 мм, растёт ма юге гор Куэбоккевельд и прилегающего хребта Свартругген. V. latebrosa имеет одиночные цветочные головки, каждая из которых содержит до 40—50 цветков, листья — от линейной до ложкообразной формы, и является эндемиком Лангеберга близ Робертсона. V. obtusata имеет линейные или несколько ложкообразные листья длиной 9—45 мм. V. obtusata подвид obtusata — это кустарник, который растёт только в районах Монтегю и Вустер, а подвид albomontana — это прямостоящий куст с перевала Пердеклооф. У Leucospermum secundifolium также есть брактеолы, которые становятся деревянистыми, но его листья — прямые, а цветочные головки — не на кончиках ветвей, растёт на южных склонах гор Кляйн-Свартберг.

## Ареал, местообитание и экология
V. alpina встречается исключительно в Камисберге на высоких холмах Намакваленда в Северо-Капской провинции. Произрастает в основном в камисбергском гранитном финбоше на высоте 1300—1600 м. Растёт на почвах, происходящих из архейской гранитной породы в этой области и, по-видимому, предпочитает верховья склонов, обращённых к северу и югу. Среднегодовое количество осадков в этих местах составляет 200—500 мм, более 75 % которых выпадает в течение зимнего полугодия. Среди других растений, которые растут в той же местах — виды Metalasia, Cliffortia и Passerina.

## История изучения
Впервые образцы вида собрал шотландский коллекционер растений Джеймс Нивен во время его посещения Камисберга в 1801 году. Один из его образцов был описан Ричардом Энтони Солсбери в книге, опубликованной Джозефом Найтом в 1809 году под названием «On the cultivation of the plants belonging to the natural order of Proteeae», опубликованной в 1809 году, и назван Protea alpina. Считается, что Солсбери видел рукопись книги Роберта Броуна «On the natural order of plants called Proteaceae», опубликованной в 1810 году, в которой он сделал описание, основанное на другом экземпляре, собранном Нивеном, и назвал Leucadendron cartilagineum. Французский ботаник и путешественник Жан-Луи Мари Пуаре, который предпочитал рассматривать Proteaceae в более широком аспекте, в 1816 году переименовал вид в Protea cartilaginea. В 1912 году южноафриканский ботаник Эдвин Перси Филлипс отнёс его к роду Leucospermum, назвав L. cartilagineum. В 1967 году Джон Патрик Рурк решил, что имя Солсбери имеет приоритет над именем Броуна, и переименовал вид в Leucospermum alpinum, а в 1970 году сделал его типичным видом новой секции Xericola. Однако в 1984 году Рурк перенёс таксоны Xericola во вновь созданный род Vexatorella (за исключением L. secundifolium, который был отнесён к разделу Diastelloidea). Таким образом, Рурк назвал вид Vexatorella alpina.